# Paraboolconstante

brandpunt

De paraboolconstante is een wiskundige constante en kan met de getallen π en e worden vergeleken.
Het getal, dat verder met {\displaystyle P} wordt aangeven, wordt voor een parabool gedefinieerd als de verhouding tussen de booglengte {\displaystyle s} van het paraboolsegment dat wordt bepaald door het latus rectum en de parameter {\displaystyle p}. Deze parameter {\displaystyle p} wordt de paraboolparameter genoemd en is gelijk aan de afstand van het brandpunt {\displaystyle F} van de parabool tot de richtlijn. {\displaystyle P} is voor alle parabolen hetzelfde, omdat alle parabolen gelijkvormig zijn.
{\displaystyle P={s \over p}}
Het latus rectum, uit het Latijn: latus, zijde en rectum, rectus, recht of rechtop, is in het algemeen de koorde van een kegelsnede die in het brandpunt ervan loodrecht op de symmetrie-as staat door dat brandpunt.
{\displaystyle P\ =\ \ln(1+{\sqrt {2}})+{\sqrt {2}}\ \approx \ 2,29558714939}
De algemene vergelijking van de parabool die de {\displaystyle y}-as als symmetrie-as heeft, het punt {\displaystyle O=(0,0)} als top en het punt {\displaystyle F=(0,{\textstyle {1 \over 2}}p)} als brandpunt, is {\displaystyle y={\frac {1}{2p}}{{x}^{2}}}. Neem voor de berekening {\displaystyle p=1}, dus de volgende vergelijking: {\displaystyle y={\frac {x^{2}}{2}}}
{\displaystyle P=\int _{-1}^{1}{\sqrt {1+\left(y'(x)\right)^{2}}}\ dx}
{\displaystyle \quad =\int _{-1}^{1}{\sqrt {1+{x^{2}}}}\ dx}
{\displaystyle \quad =\operatorname {arsinh} (1)+{\sqrt {2}}}
{\displaystyle \quad =\ln(1+{\sqrt {2}})+{\sqrt {2}}}
{\displaystyle P} is een transcendent getal.

## Toepassing

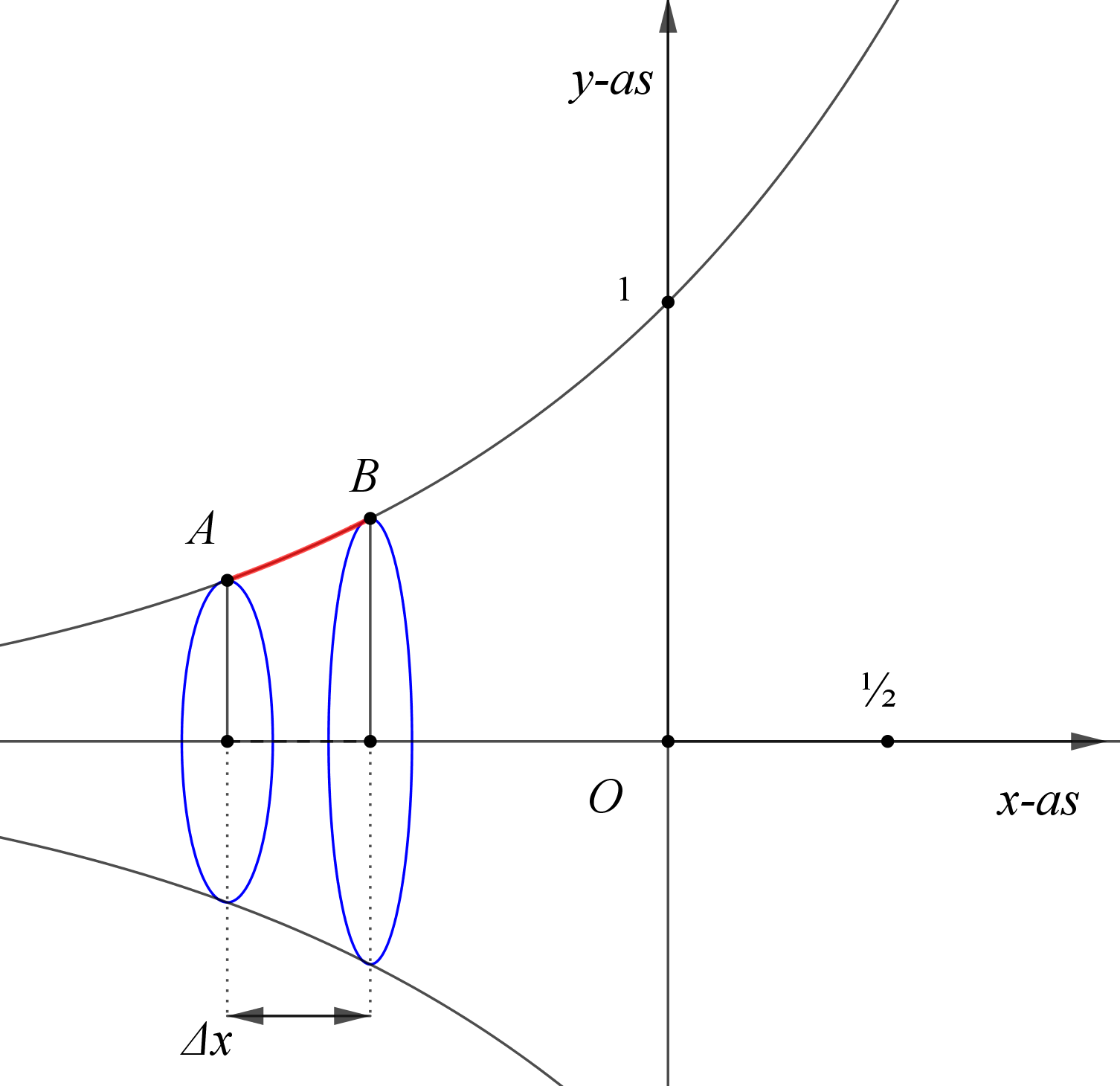
Omwenteling van om de -as

Wordt het deel van de grafiek van de functie {\displaystyle y=f(x)={e^{x}}} dat links van de {\displaystyle y}-as ligt, om de {\displaystyle x}-as gewenteld, dan kan de oppervlakte {\displaystyle M} van de mantel van het omwentelingslichaam worden uitgedrukt in {\displaystyle P}, zoals in de figuur is aangegeven. Bij benadering is voor het deel van de mantel tussen de punten {\displaystyle A} en {\displaystyle B} voor kleine {\displaystyle \Delta x}:
{\displaystyle \Delta M=2\pi \ \cdot \ f(x)\ \cdot \ {\text{booglengte}}(AB)}
Zodat voor {\displaystyle M} geldt:
{\displaystyle M=2\pi \int _{-\ \infty }^{0}{{{e}^{x}}{\sqrt {1+{{(({{e}^{x}})')}^{2}}}}}\mathrm {d} x=2\pi \int _{-\,\infty }^{0}{{{e}^{x}}{\sqrt {1+{{e}^{2x}}}}\mathrm {d} x}}
Met de substitutie {\displaystyle {{e}^{x}}=t}, waarbij
{\displaystyle {{e}^{x}}\mathrm {d} x=\mathrm {d} t}, is dan:
{\displaystyle M=2\pi \int _{0}^{1}{{\sqrt {1+{{t}^{2}}\ }}\mathrm {d} t=2\pi \ \cdot \ {\tfrac {1}{2}}P=\pi P}}